# Stenbræk-familien
Stenbræk-familien (Saxifragaceae) er udbredt på den nordlige halvkugle og langs Andesbjergene. Det er stauder eller énårige urter med grundstillet bladroset og regelmæssige blomster med 4 eller 5 kronblade på slanke, bladløse skud. Her beskrives kun de slægter, der rummer arter, som er vildtvoksende i Danmark, eller som dyrkes her.
| Slægter |

| - Pragtspir (Astilbe) - Parasolblad (Astilboides) - Bensoniella - Kæmpestenbræk (Bergenia) - eller Elefantøre - Bolandra - Boykinia - Milturt (Chrysosplenium) - Conimitella - Skjoldblad (Darmera) - Elmera - Alunrod (Heuchera) - Skjoldblad (Hydrocotyle) - Jepsonia - Leptarrhena - Lithophragma | - Bispekåbe (Mitella) - Ahornblad-slægten (Mukdenia) - Oresitrophe - Peltoboykinia - Bronzeblad (Rodgersia) - Stenbræk (Saxifraga) - Saxifragodes - Saxifragopsis - Suksdorfia - Sullivantia - Tanakaea - Telesonix - Biskophat (Tellima) - Skumblomst (Tiarella) - Tolmiea |